# Glomeris balcanica
Glomeris balcanica är en mångfotingart som beskrevs av Karl Wilhelm Verhoeff 1906. Glomeris balcanica ingår i släktet Glomeris och familjen klotdubbelfotingar.

## Underarter
Arten delas in i följande underarter:
- G. b. balcanica
- G. b. latemarginata